# 山本利寿
山本 利寿（山本 利壽、やまもと としなが、1896年〈明治29年〉11月3日 - 1991年〈平成3年〉12月28日）は、日本の政治家。参議院議員（3期）、衆議院議員（2期）。参議院功労議員表彰。

## 来歴
1896年島根県生まれ。1923年に関西学院大学文学部社会学科卒業後、コロンビア大学に留学し、1929年大学院修了。
関西学院大学で講師を務めた後、1943年マライ半島において陸軍司政官。戦後はシンガポール戦犯裁判所通訳、日本で浜田進駐軍首席通訳、1947年島根県議会議員。
1949年には第24回衆議院議員総選挙島根県全県区で民主党から出馬し、初当選。以後通算2期務める。
1958年には、第4回参議院議員通常選挙島根県選挙区補欠選挙で自由民主党から立候補し、初当選。以後3期務める。
1959年には参議院商工委員長、1961年には 第2次池田第1次改造内閣科学技術政務次官、そして1965年には第1次佐藤第1次改造内閣法務政務次官となる。
1966年に秋の叙勲で勲二等旭日重光章受章（勲六等からの昇叙）。
1967年には参議院沖縄及び北方問題に関する特別委員長、1969年には参議院外務委員長を務める。
1971年に秋の叙勲で勲一等瑞宝章を受章する。
1973年4月には第32代裁判官弾劾裁判所所長となる。
1991年に95歳で死去。死没日をもって正六位から正四位に叙される。

## 選挙歴
- 1949年 - 第24回衆議院議員総選挙島根全県区当選（民主党）
- 1952年 - 第25回衆議院議員総選挙島根全県区落選（改進党）
- 1953年 - 第26回衆議院議員総選挙島根全県区落選（改進党）
- 1955年 - 第27回衆議院議員総選挙島根全県区当選（日本民主党）
- 1958年 - 第28回衆議院議員総選挙島根全県区落選（自由民主党）
  - 7月 - 第4回参議院議員通常選挙島根県選挙区補欠選挙当選
- 1962年 - 第6回参議院議員通常選挙島根県選挙区当選（無所属）
- 1968年 - 第8回参議院議員通常選挙島根県選挙区当選（自由民主党）